# Festivalul Internațional de Film Fantastic de la Avoriaz din 1990
Festivalul Internațional de Film Fantastic de la Avoriaz din 1990 (în franceză Festival international du film fantastique d'Avoriaz 1990) a fost a 18-a ediție a Festivalului Internațional de Film Fantastic de la Avoriaz. A avut loc în Alpii francezi (în stațiunea Avoriaz) în ianuarie 1990.
Filmul I, Madman regizat de Tibor Takács a primit Marele premiu (Grand prix) al festivalului.

## Juriu
- Jerry Schatzberg (președinte)
- Richard Berry
- Yves Boisset
- Julien Clerc
- Larry Collins
- Wes Craven
- Gérard Di-Maccio
- Pierre Malet
- Macha Méril
- Claire Nadeau
- Karel Reisz
- Régis Wargnier
- Georges Wolinski

## Selecție

### În competiție
- Appel d'urgence (Miracle Mile) de Steve De Jarnatt ( Statele Unite ale Americii)
- La Banyera de Jesús Garay ( Spania)
- Black Rainbow de Mike Hodges ( Regatul Unit)
- Dans le ventre du dragon de Yves Simoneau ( Canada)
- Embrasse-moi, vampire (Vampire's Kiss) de Robert Bierman ( Statele Unite ale Americii)
- La Femme du marchand de pétrole (Zhena kerosinshchika sau Жена керосинщика) de Aleksandr Kaidanovski ( Uniunea Sovietică)
- Tête à tête (How to Get Ahead in Advertising) de Bruce Robinson ( Regatul Unit)
- Lectures diaboliques (I, Madman) de Tibor Takács ( Statele Unite ale Americii)
- Leviathan de George Pan Cosmatos ( Statele Unite ale Americii /  Italia)
- Point de rencontre (Sabirni Centar) de Goran Marković (Format:IUG)
- Les Poissons morts (Die toten Fische) de Michael Synek ( Australia)
- Simetierre (Pet Sematary) de Mary Lambert ( Statele Unite ale Americii)
- Society de Brian Yuzna ( Statele Unite ale Americii)
- Tom et Lola de Bertrand Arthuys ( Franța)

### În afara competiției
- Adrénaline de Yann Piquer, Jean-Marie Maddedu, Anita Assal, John Hudson, Barthélémy Bompart, Alain Robak și Philippe Dorison ( Franța)
- Baby Blood de Alain Robak ( Franța)
- Chérie, j'ai rétréci les gosses (Honey, I Shrunk the Kids) de Joe Johnston ( Statele Unite ale Americii)
- Ré-Animator 2 (Bride of Re-Animator) de Brian Yuzna ( Statele Unite ale Americii)
- Sanctuaire (La Chiesa) de Michele Soavi ( Italia)
- Sanglante Paranoïa (Brain Dead) de Adam Simon ( Statele Unite ale Americii)
- Shocker de Wes Craven ( Statele Unite ale Americii)
- 3615 code Père Noël de René Manzor ( Franța)

## Premii
- Marele premiu (Grand prix): Lectures diaboliques de Tibor Takács
- Grand prix de l'étrange : La Femme du marchand de pétrole de Alexandre Kaïdanovski
- Premiul special al juriului (Prix spécial du jury) : Point de rencontre de Goran Marković
- Premiul pentru efecte speciale (Prix des effets spéciaux) : Leviathan de George Pan Cosmatos
- Premiul criticii (Prix de la critique): Point de rencontre de Goran Marković
- Prix de la C.S.T. : Les Poissons morts de Michael Synek
- Premiul publicului (Prix du public) : Simetierre de Mary Lambert